# March Of Progress (álbum)
March Of Progress es el noveno álbum de la banda inglesa de metal progresivo Threshold, lanzado en 2012.

## Canciones
| N.º | Título                             | Duración |  |
| 1.  | «Ashes»                            | 6:51     |  |
| 2.  | «Return Of The Thought Police»     | 6:09     |  |
| 3.  | «Staring At The Sun»               | 4:25     |  |
| 4.  | «Liberty, Complacency, Dependency» | 7:48     |  |
| 5.  | «Colophon»                         | 6:00     |  |
| 6.  | «The Hours»                        | 8:15     |  |
| 7.  | «That's Why We Come»               | 5:40     |  |
| 8.  | «Don't Look Down»                  | 8:12     |  |
| 9.  | «Coda»                             | 5:23     |  |
| 10. | «The Rubicon»                      | 10:24    |  |
| 11. | «Divinity. ( Bonus Track)»         | 6:25     |  |

## Formación
- Damian Wilson: Vocals.
- Karl Groom:Guitars.
- Richard West:Keyboards.
- Johanne James:Drums.
- Steve Anderson:Bass.
- Pete Morten:Guitars.